# United Airlines Tournament of Champions 1985
Lo  United Airlines Tournament of Champions 1985 è stato un torneo di tennis giocato sulla terra rossa. È stata la 6ª edizione del torneo, che fa parte del Virginia Slims World Championship Series 1985. Si è giocato a Orlando negli USA dal 22 al 28 aprile 1985.

## Campionesse

### Singolare
Martina Navrátilová ha battuto in finale  Katerina Maleeva con il punteggio di 6–1, 6–0

### Doppio
Martina Navrátilová /  Pam Shriver hanno battuto in finale  Elise Burgin /  Kathleen Horvath con il punteggio di 6–3, 6–1